# Campeonato Sul-Americano de Rugby de 2018 - Divisão B
O Campeonato Sul-Americano de Rugby de 2018 - Divisão B foi a 19ª edição deste torneio, a terceira sob o comando da Sudamérica Rugby (SAR). Com a mudança na fórmula de disputa, a competição ficou conhecida como Torneio Quatro Nações B. A Guatemala foi o país anfitrião deste torneio, com as partidas sendo realizadas na cidade de La Antigua.
O selecionado do Peru conquistou o título deste campeonato, sendo este o segundo de sua história nesta categoria. A Colômbia, que disputou o SAR A em 2018, foi a campeã anterior da Divisão B (em quatro campeonatos seguidos).

## Regulamento e participantes
A Sudamérica Rugby, autarquia que administra o rugby e suas competições a nível sul-americano, resolveu promover grandes mudanças em todos os seus torneios, a partir de 2018. Os torneios de XV (equipes completas adultas) passaram pelas mais chamativas alterações. No que tange ao Campeonato Sul-Americano de Rugby B, a mudança começou pelo nome, rebatizado como Torneio Quatro Nações B.
Para esta competição, os participantes foram as seleções de Costa Rica, Guatemala (ambas promovidas pelos títulos conquistados nas duas últimas edições do Sul-Americano C) e Peru. A Venezuela acabou desistindo da competição, uma vez que não conseguiu os vistos para enviar sua equipe até o país sede do evento.
As três equipes se enfrentaram em turno único, sagrando-se campeã a que somou mais pontos no final do torneio.

## Partidas do Torneio Quatro Nações B de 2018
Com a não participação da Venezuela, a tabela acabou sendo refeita pela Sudamérica Rugby.
Seguem-se, abaixo, as partidas desta competição.

### 1ª rodada
| 30 de setembro de 2018 |         |            |                                 |
| Guatemala              | 16 - 12 | Costa Rica | Campos de La Nestlé, La Antigua |
|                        | Reporte |            | Campos de La Nestlé, La Antigua |

### 2ª rodada
| 3 de outubro de 2018 |         |            |                                 |
| Peru                 | 36 - 14 | Costa Rica | Campos de La Nestlé, La Antigua |
|                      | Reporte |            | Campos de La Nestlé, La Antigua |

### 3ª rodada
| 6 de outubro de 2018 |         |      |                                 |
| Guatemala            | 0 - 34  | Peru | Campos de La Nestlé, La Antigua |
|                      | Reporte |      | Campos de La Nestlé, La Antigua |

### Classificação geral
| Col. | País       | Partidas | Partidas | Partidas | Partidas | Pontos  | Pontos | Pontos | Tries | Pontos bônus          | Pontos bônus | Pontos Totais |
| Col. | País       | Jogos    | Vit.     | Emp.     | Der.     | A favor | Contra | Diff   | Tries | Vit 3 tries diferença | D7           | Pontos Totais |
| ---- | ---------- | -------- | -------- | -------- | -------- | ------- | ------ | ------ | ----- | --------------------- | ------------ | ------------- |
| 1    | Peru       | 2        | 2        | 0        | 0        | 70      | 14     | +56    | 9     | 2                     | 0            | 10            |
| 2    | Guatemala  | 2        | 1        | 0        | 1        | 16      | 46     | -30    | 2     | 0                     | 0            | 4             |
| 3    | Costa Rica | 2        | 0        | 0        | 2        | 26      | 52     | -26    | 3     | 0                     | 1            | 1             |

- Critérios de pontuação: vitória = 4; empate = 2; vitória com três ou mais tries de diferença na mesma partida (bonificação) = 1; derrota por menos de sete pontos (bonificação) = 1.

## Campeão da Divisão B 2018
| Campeonato Sul-Americano de Rugby 2018 Divisão B - 19ª edição Toneio Quatro Nações B 2018 |
| ----------------------------------------------------------------------------------------- |
| Peru Campeão (2º título)                                                                  |